# Sandra Ortega Mera
Pour les articles homonymes, voir Ortega et Gaona.
Sandra Ortega Mera, née le 19 juillet 1968, à Busdongo, est une femme d'affaires espagnole.

## Biographie
Sandra Ortega Mera est la fille de Amancio Ortega Gaona, fondateur du groupe textile international Inditex, et de sa première femme, Rosalía Mera. Ortega a obtenu un diplôme en psychologie de l'Université de Saint-Jacques-de-Compostelle.
À la mort de sa mère en 2013, elle hérite de sa participation de 7 % dans Inditex, car son frère Marcos est né avec une paralysie cérébrale. Elle devient la femme la plus riche d'Espagne avec une valeur nette de 7,3 milliards de dollars.
Elle travaille avec la fondation que sa mère a fondée pour les personnes handicapées mentales et physiques, Fundación Paideia Galiza.
Elle possède aussi une part dans la société pharmaceutique PharmaMar.
En septembre 2024, Forbes estimait sa fortune à 12 milliards de dollars. 

### Vie privée
Ortega Mera est mariée et mère de trois enfants et vit à La Corogne, en Espagne.